# اکور، راماناگارام
اکور، راماناگارام (به انگلیسی: Akkur, Ramanagaram) یک روستا در هند است که در کارناتاکا واقع شده‌است.